# Parthenodes gualbertalis
Parthenodes gualbertalis là một loài bướm đêm trong họ Crambidae.